# Juri Ide
Juri Ide –en japonés, 井出樹里, Ide Juri– (Setagaya, 9 de junio de 1983) es una deportista japonesa que compitió en triatlón. Ganó una medalla en los Juegos Asiáticos de 2014, y cinco medallas en el Campeonato Asiático de Triatlón entre los años 2007 y 2019.

## Palmarés internacional
| Juegos Asiáticos    | Juegos Asiáticos          | Juegos Asiáticos  | Juegos Asiáticos |
| Año                 | Lugar                     | Medalla           | Prueba           |
| ------------------- | ------------------------- | ----------------- | ---------------- |
| 2014                | Incheon (Corea del Sur)   | Medalla de plata  | Individual       |
| Campeonato Asiático |                           |                   |                  |
| Año                 | Lugar                     | Medalla           | Prueba           |
| 2007                | Tongyeong (Corea del Sur) | Medalla de bronce | Individual       |
| 2008                | Cantón (China)            | Medalla de bronce | Individual       |
| 2015                | Nueva Taipéi (Taiwán)     | Medalla de plata  | Individual       |
| 2019                | Gyeongju (Corea del Sur)  | Medalla de plata  | Individual       |
| 2019                | Gyeongju (Corea del Sur)  | Medalla de oro    | Relevo mixto     |